# Kjetil Rekdal
Kjetil Rekdal (født 6. november 1968 i Fiksdal, Norge) er en norsk fodboldtræner og tidligere professionel fodboldspiller. Han står i spidsen for norske IK Start og har tidligere været cheftræner i blandt andet Vålerenga. Han var på klubplan tilknyttet blandt andet norske Molde FK og Vålerenga IF, samt franske Rennes FC og tyske Hertha Berlin.

## Landshold
Rekdal spillede igennem sin karriere 83 kampe og scorede 17 mål for Norges landshold, som han repræsenterede i årene mellem 1987 og 2000. Han var en del af den norske trup til både VM i 1994, VM i 1998 samt EM i 2000.